# Космическая радиобиология
Космическая радиобиология изучает влияние космического излучения на жизнедеятельность земных организмов в условиях космического пространства и при полетах на космических летательных аппаратах, биологические системы жизнеобеспечения на космических кораблях и станциях; одно из направлений радиобиологии и тесно связано космической биологией.

## История развития
В 1910 году Доменико Пачини предположил, что фоновый шум, измеряемый электроскопами Кюри, вызван излучением Земли. Теодор Вульф продемонстрировал, что на высоте 300 метров на Эйфелевой башне излучение Земли уменьшается вдвое. Виктор Гесс, используя воздушные шары, обнаружил, что плотность ионизации атмосферы уменьшается до 1000 м, но увеличивается выше 1800 м, предположив существование земного и космического излучения («космические лучи»), за что в 1936 году получил Нобелевскую премию по физике.
Между 1930 и 1940 годами благодаря экспериментам с воздушными шарами были получены новые доказательства того, что космические лучи состоят из частиц очень высокой энергии (10⁸–10²⁰ электронвольт). Кроме того, данные указывали на неожиданно высокую долю элементов, связанных с железом, в галактическом космическом излучении (ГКИ).
В 1952 году профессор Корнелиус А. Тобиас предсказал, что космическая радиация может вызывать необычные световые ощущения при взаимодействии со зрительной системой. Первые сообщения о восприятии световых вспышек поступили от астронавта Эдвина (Базза) Олдрина во время миссии "Аполлон-11" в 1969 году.
Работы Уильяма Гильберта, Карла Фридриха Гаусса и Анри Пуанкаре о магнетизме предполагали, что на заряженные частицы может влиять магнетизм Земли, и что вокруг Земли должно существовать кольцевое течение. В 1958 году Джеймс Ван Аллен и Луи А. Франк, основываясь на данных, собранных спутниками Explorer I и Pioneer IV, указали на существование радиационного пояса Земли (пояса Ван Аллена), основными составляющими которого являются протоны и электроны.
В ходе краткосрочных (менее 2 недель) космических миссий на низкой околоземной орбите (НОО) в 1960-х годах астронавты подвергались облучению в несколько миллигрей, со средней мощностью дозы около 0,17 микрогрей в минуту (245 микрогрей в сутки). Неравномерность облучения обусловлена прохождением через радиационные пояса Ван Аллена и Южно-Атлантическую аномалию (ЮАА), где мощность дозы может увеличиваться в шесть раз.
В рамках экспериментов Biostack на космических кораблях Apollo 16 и 17 впервые были получены данные о характеристиках HZE-частиц (тяжелых заряженных частиц высоких энергий с высоким атомным номером) с помощью ядерных эмульсий, пластиков, кристаллов AgCl (хлорида серебра) и термолюминесцентных дозиметров из LiF (фторида лития). Параллельно изучалось биологическое воздействие HZE-частиц на различные биологические объекты. Аналогичные эксперименты проводились на космических кораблях "Спейс шаттл", спутниках (LDEF, EURECA, BIOPAN 1–6), космической станции "Мир" и МКС.
Цитогенетические исследования впервые выявили существенные биологические последствия воздействия космической радиации: наблюдалось увеличение количества хромосомных разрывов после полёта. Данные по вспышкам в глазах и шлемах космонавтов указывали на наличие неучтённой доли тяжёлых ионов, вероятно, вторичных частиц, образующихся при взаимодействии высокоэнергетических частиц с металлическими материалами. К концу 1960-х годов вклад этих тяжёлых ионов в общую дозу облучения оставался неизвестным.
С 1990-х годов, когда сроки пребывания человека в космосе достигли 6+ месяцев, проблема радиационной защиты стала критической. 

## Защита от космического излучения
Космические экипажи на МКС подвергаются дозе ионизирующего излучения около 20 мкЗв/ч, что примерно в 100 раз выше, чем на поверхности Земли. В глубоком космосе эффективная доза излучения достигает 75 мкЗв/ч, на Луне - 30 мкЗв/ч, на Марсе - 25 мкЗв/ч. Во время марсианской миссии астронавты могут получить суммарную эффективную дозу порядка 1 Зв, что увеличивает риск развития рака на несколько процентов и более 10% в зависимости от пола и возраста.
В настоящее время для снижения уровня радиации в космических аппаратах используется экранирование материалами.  В качестве меры сравнения различных материалов используется поверхностная плотность, выражаемая в г/см².  В современных космических аппаратах в основном применяются конструкционные материалы, например, алюминий.  Взаимодействие галактических космических лучей с алюминием приводит к распаду его ядер и образованию вторичного космического излучения.
На низкой околоземной орбите (НОО) с наклонением 51,6° и высотой 390 км, аналогичной орбите Международной космической станции (МКС), эффективность защиты от галактических космических лучей и протонов радиационных поясов Ван Аллена выше при использовании водородосодержащих материалов, например, воды, по сравнению с алюминием.  При одинаковой поверхностной плотности 20 г/см² водная защита толщиной 20 см обеспечивает более выраженный защитный эффект, чем алюминиевая толщиной 7,4 см.  Несмотря на разную толщину,  оба материала вносят одинаковый вклад в общую массу космического аппарата, что критично при запуске с Земли.
В космических кораблях невозможно снизить эффективную дозу облучения до уровня поверхности Земли. Для защиты от галактических космических лучей (GCRs) требуется около 1000 г/см² экранирования, тогда как из-за массовых ограничений космических аппаратов возможно использование защиты лишь порядка нескольких десятков г/см².
Для будущих длительных миссий на Луну или Марс необходимо значительно снизить радиационное облучение астронавтов, что возможно с использованием местного грунта в качестве защитного материала. Несколько метров лунного или марсианского грунта достаточно для снижения эффективной дозы радиации до уровней, сопоставимых с поверхностью Земли, путем строительства иглу, использования пещер или лавовых трубок. Помимо использования материалов для блокировки радиации, исследуется возможность применения сильных электромагнитных полей в качестве защиты, однако масса и энергопотребление таких систем делают эту концепцию практически нереализуемой при современном уровне технологий.
Национальный институт рака (NCI) предложил фармакологическую классификацию агентов, модифицирующих воздействие ионизирующего излучения (ИИ). Согласно этой классификации, радиопротекторы предотвращают вредные эффекты радиационного воздействия, радиосенсибилизаторы делают опухолевые клетки более восприимчивыми к радиации, а радиомитигаторы способны ослаблять радиационные повреждения даже при введении одновременно с облучением или после него. Использование модификаторов радиационного эффекта может смягчить побочные эффекты и повысить эффективность лучевой терапии у онкологических пациентов.

### Радиопротекторы
Радиопротекторы — это противорадиационные препараты, повышающие устойчивость организма к действию ионизирующего излучения. Они делятся на препараты кратковременного действия (серосодержащие соединения, биологически активные амины, метгемоглобинообразователи), эффективные в течение нескольких часов, и пролонгированного действия (анаболические гормоны, полимеры полиионных структур, витамины, аминокислотные комплексы), действующие сутки и более. Защитная активность радиопротекторов измеряется фактором уменьшения дозы — отношением доз излучения, вызывающих одинаковый эффект в присутствии препарата и без него, который для современных радиопротекторов не превышает 3.
Исследования радиопротекторов (веществ, защищающих от радиационного повреждения) начались в 1949 году. Радиопротекторы способны уменьшать прямые и косвенные радиационные повреждения, восстанавливать поврежденные клетки и клеточные популяции. Ранние разработки фокусировались на тиоловых соединениях (например, амифостин), однако их применение ограничено из-за токсичности и других факторов. В настоящее время активно исследуются как синтетические, так и природные соединения растительного происхождения, которые могут обладать меньшей токсичностью и стоимостью. Радиопротекторы реализуют защиту через множественные механизмы, включая нейтрализацию свободных радикалов (подавление их образования или детоксикацию), индукцию гипоксии для предотвращения синтеза реактивных форм кислорода (РВК) и повышение уровня антиоксидантов, таких как глутатион (GSH), супероксиддисмутаза (SOD), глутатионпероксидаза (GPx) и каталаза (CAT). Дополнительные механизмы охватывают активацию репарации ДНК, ингибирование апоптоза, модуляцию экспрессии редокс-чувствительных генов, контроль воспалительных реакций и хелатирование радионуклидов. Отдельные препараты способны стимулировать регенерацию тканей (например, кишечника или гематопоэтической системы) при поддержке генной или стволовой терапии. Постэкспозиционное применение таких агентов классифицирует их как радиомитигаторы. Оптимальная радиационная защита требует комплексного подхода, объединяющего перечисленные механизмы, что актуально в радиотерапии онкологических заболеваний и при ликвидации последствий радиационных аварий.
В Российской Федерации для медицинской противорадиационной защиты официально разрешен к применению только один радиопротектор - препарат Б-190 (индралин). В США и странах Западной Европы основным радиопротектором является амифостин, также известный под коммерческими названиями Ethyol и WR-2721.

### Радиомитигаторы
Радиомитигаторы — агенты, применяемые во время или после радиотерапии либо воздействия ионизирующего излучения (ИИ) для снижения последствий облучения здоровых тканей до появления симптомов. В отличие от радиопротекторов (средств, уменьшающих прямое повреждение от излучения), они эффективны даже после завершения облучения. К одобренным FDA препаратам относятся филграстим (рекомбинантная форма гранулоцитарного колониестимулирующего фактора, G-CSF), пегфилграстим (ПЕГилированная форма G-CSF) и сарграмостим (рекомбинантный гранулоцитарно-макрофагальный колониестимулирующий фактор, GM-CSF). Наибольшая эффективность достигается при введении во время или вскоре после облучения. Основные области применения рэдиомитигаторов включают предотвращение канцерогенеза при тотальном облучении организма (TBI) в контексте радиологического терроризма и космических исследований.
В Российской Федерации беталейкин (рекомбинантный интерлейкин-1β человека) является единственным зарегистрированным радиомитигатором для применения в ранние сроки после радиационного воздействия. Препарат активирует миелопоэз и тканевые процессы репарации, обладает как радиозащитными, так и лечебными противолучевыми свойствами. За рубежом разработаны другие перспективные радиомитигаторы, включая 5-андростендиол, генистеин, флагеллин, ON01210, интерлейкин-12, беклометазон и гранулоцитарный колониестимулирующий фактор, некоторые из которых уже получили одобрение FDA для применения при острых радиационных поражениях.

### Радиосенсибилизаторы
Радиосенсибилизаторы — фармакологические агенты или химические соединения, повышающие цитотоксический эффект ионизирующего излучения (ИИ) при радиотерапии (РТ) за счет ускорения повреждения ДНК, генерации свободных радикалов, подавления антиоксидантных защитных механизмов или ингибирования репарации биомолекул. Большинство радиосенсибилизаторов демонстрируют селективность в отношении опухолевых клеток, сохраняя низкое воздействие на здоровые ткани; отдельные препараты могут применяться после облучения для снижения отсроченных побочных эффектов.

## Влияние космической радиации на организм

### Острые эффекты
Острые детерминистические радиационные эффекты проявляются при глобальных однократных облучениях от 0,2 до более 10 Зв согласно классификации НКДАР ООН. В условиях недостаточной защиты во время космического полета, особенно при воздействии протонов во время крупного солнечного частичного события (SPE), доза облучения всего тела может достигать нескольких Грей (Гр), а доза на кожу - десятков Грей, что способно вызвать острую лучевую болезнь. Острые эффекты радиационного облучения воздействуют на быстро обновляющиеся радиочувствительные ткани (костный мозг, эпителий пищеварительной системы, половые клетки, кожу). Классическая "лучевая болезнь" или продромальный синдром (головная боль, головокружение, тошнота, гипоплазия костного мозга) возникает при облучении 0,5-1 Грей, а доза 3-4 Грей приводит к гибели 50% облученных людей в течение 1 месяца.

### Развитие рака
В ходе Лонгитюдного исследования здоровья астронавтов NASA, наблюдавшего 312 астронавтов с 1959 года, было выявлено 14 случаев рака (не считая 33 случая немеланомного рака кожи), что представляет относительный риск 1,59 по сравнению с группой ВВС, но 0,54 по сравнению с когортой Национального института рака, что статистически незначимо. Ионы с высокой линейной передачей энергии (high-LET) являются основным фактором канцерогенного риска в космической радиации, несмотря на их низкую флюенцию. Согласно исследованиям на крысах, интервал между облучением и появлением опухоли сокращается по сравнению с обычной радиацией, а максимально допустимый риск смерти астронавта от рака обычно устанавливается на уровне 3%.

### Хромосомные аберации
Хромосомные аберрации были идентифицированы как чувствительный биодозиметр космической радиации. Исследования лимфоцитов периферической крови астронавтов показали, что миссии продолжительностью до 3 недель не приводили к увеличению аберраций выше фонового уровня, тогда как после миссий длительностью 6 месяцев и более наблюдался явный рост. Для обнаружения реципрокных транслокаций использовалась многоцветная флуоресцентная гибридизация in situ (mFISH). Прогнозы частоты дицентриков для миссии на Марс предполагают значения в 10-40 раз выше фоновых в периферических лимфоцитах. Несмотря на предложение различных цитогенетических маркеров, до сих пор не достигнут консенсус относительно биомаркера воздействия радиации с высокой линейной передачей энергии.

### Световые вспышки (видимые космические лучи)
В 1952 году профессор Корнелиус А. Тобиас предсказал, что космическая радиация может вызывать необычные световые ощущения при взаимодействии со зрительной системой. Первые сообщения о видимых космический лучей поступили от астронавта Эдвина (Базза) Олдрина во время миссии "Аполлон-11". Частота наблюдения вспышек составляет в среднем одно событие каждые 3 минуты для астронавтов "Аполлона" и от одной вспышки в минуту до одной каждые 7-20 минут на низкой околоземной орбите. Явление объясняется взаимодействием высокоэнергетических тяжелых ионов с сетчаткой глаза или зрительными центрами мозга после проникновения через стенки космического корабля. Ученые определили, что вспышки вызываются воздействием заряженных частиц космических лучей на сетчатку глаза. Эксперименты на ускорителях частиц с пучками нейтронов (22 МэВ и 660 МэВ), альфа-частиц и ионов азота подтвердили, что эффект возникает при прохождении интенсивно ионизирующих частиц через центральные отделы сетчатки.

### Бимолекулярные изменения
В экспериментах Biostack на миссиях Apollo-16 и -17  (1972 г.), где регистрировались попадания тяжелых ионов (HZE) в биологические системы, было показано, что HZE-частицы, составляющие 1% галактического космического излучения, могут вызывать сильные клеточные эффекты.  В частности, попадание HZE-частиц приводило к снижению роста спор Bacillus subtilis и развитию аномалий у яиц артемии (Artemia salina) и насекомых. Общая доза облучения в экспериментах Biostack составляла 5,8–7,5 миллигрей (мГр), из которых ~0,03 мГр приходилось на HZE-частицы. Впервые влияние HZE-частиц на биологические системы было зафиксировано в 1960-х годах, когда у мышей после высотных полетов наблюдалось локальное поседение черной шерсти.

## Методы исследований
Воздействие космической радиации на биологические системы изучается с помощью специализированных технологий и методов. Одна из самых серьезных проблем в исследованиях - точное воспроизведение сложной радиационной обстановки, возникающей в космосе. 
На МКС в модуле Kibo (JAXA) с 2009 года проведено 5 экспериментов, включая проект Rad Gene, анализирующий генетические ответы на космическую радиацию. Детекторы NASA (Glenn Research Center) на основе SiC, ZnO и GaP обеспечивают компактный мониторинг тяжелых ионов (HZE) в сферическом охвате, с улучшенной температурной стабильностью и направленной чувствительностью.

### Экспериментальные методы
Экспериментальные методы фокусируются на семи дозозависимых эффектах: вспышки в глазах, катаракты, поражение ЦНС, сердечно-сосудистые заболевания, рак, хромосомные аберрации и биомаркеры. Интеграция данных с МКС и наземных симуляторов (например, коллаборация ANSTO с INSERM и CNES) позволяет валидировать модели вторичных частиц от радиационного экранирования.
Перспективы включают миниатюризацию детекторов, комбинацию твердотельных технологий для расширения диапазона регистрируемой энергии, а также улучшение биологических моделей через in vitro/in vivo исследования. Эти разработки критичны для обеспечения безопасности экипажей в миссиях за пределами низкой околоземной орбиты (Луна, Марс), где радиационные риски возрастают.

### Симуляторы космической радиации
Установка Объединенного института ядерных исследований (ОИЯИ), воспроизводят смешанное радиационное поле космического корабля с защитой 15 г/см², используя пучки ядер ⁵⁶Fe (энергия 1 ГэВ/нуклон) и мишени для генерации нейтронов, гамма-квантов и заряженных частиц. Ускоритель ANTARES 10MV (1991, ANSTO, Австралия) позволяет облучать биологические образцы ионами с фокусировкой до микронных пятен, дозами от мГр/с до Гр/с, поддерживая исследования выживаемости клеток, репарации ДНК и молекулярных механизмов в лабораториях PC1/PC2. NASA разработала симулятор галактических космических лучей (GCR) в Лаборатории космической радиации (NSRL) для изучения и снижения радиационных рисков для здоровья астронавтов во время длительных лунных и марсианских миссий. Созданный в 2018 году симулятор воспроизводит сложное радиационное поле космического корабля. Анализ распределения дозы в моделях мышей и крыс показал однородность (±3–5% для тканей) благодаря транспорту частиц через экранирование тела.

## Исследовательские центры
Лаборатория NASA по изучению космической радиации (NSRL), созданная в 2003 году при совместном участии NASA и Брукхейвенской национальной лаборатории (Аптоне, штат Нью-Йорк, США), занимается исследованием воздействия космической радиации на живые организмы и технику для обеспечения безопасности будущих миссий на Луну и Марс. Ключевые задачи включают изучение влияния ионизирующих частиц (протонов и тяжёлых ионов) с энергией от 50 МэВ до 1500 МэВ, имитирующих галактические космические лучи, которые повреждают ДНК, нарушают репарацию клеток и повышают риски развития рака, катаракты и поражения ЦНС у астронавтов. NSRL использует ускоритель Booster для облучения биологических образцов (клетки, ткани) и тестирования материалов для скафандров, кораблей и электроники, исследуя пороговые дозы радиации. Ежегодно 1,000–1,200 часов работы в три цикла привлекают учёных из более чем 50 институтов и университетов США, Европы и Японии. С 2003 года лаборатория размером 4,560 кв. футов с 400-кв.-футовым целевым залом переходит от оценки рисков к разработке защитных мер: улучшенных экранирующих материалов и фармакологических препаратов, усиливающих репарацию ДНК. Годовой бюджет составляет 34 миллиона долларов США.
Специализированный центр исследований NASA в Джорджтаунском университете (NSCOR), являясь частью исследовательской инфраструктуры NASA по космической радиобиологии, фокусируется на моделировании рисков развития опухолей толстой кишки и желудка в результате воздействия космической радиации, которая существенно отличается от земной своим гетерогенным составом (преимущественно высокоэнергетические протоны и частицы с высоким зарядом - железо, кремний, кислород). Проект реализуется командой Джорджтаунского университета совместно с исследователями из Колумбийского университета, Юго-западного университета Техаса и Национального института рака, и нацелен на оценку риска кишечного канцерогенеза in vivo, характеристику молекулярных особенностей радиационно-индуцированных желудочно-кишечных раков и разработку моделей прогнозирования рисков рака во время длительных космических миссий.
Отдел космической радиобиологии и фармакологии (именуемый также отделом экспериментальной биологии и медицины) ИМБП РАН является ведущим подразделением, занимающимся гравитационной биологией и изучением воздействия экстремальных факторов на организмы. В задачи отдела входит: разработка программ биологических исследований на автоматических космических аппаратах; проведение экспериментов на животных по изучению физиологических реакций при воздействии космических факторов; разработка методов фармакологической коррекции состояний организма; оценка и повышение резистентности организма для профессионального отбора; эколого-гигиенический мониторинг; организация экспериментально-виварного комплекса и Приматологического центра; курирование научно-исследовательской аппаратуры. Структурно отдел включает три лаборатории: радиационной и экстремальной нейрофизиологии, радиобиологии тяжелых ионов и экспериментальной и клинической фармакологии.

### Европейские центры
В Европе функционирует сеть специализированных объектов для тестирования космических компонентов на радиационную стойкость: Установка тяжелых ионов (HIF) в Университете Лувена (Бельгия) является предпочтительным объектом ESA для испытаний компонентов; Лаборатория электронных ускорителей в Делфтском университете (Нидерланды) используется для быстрого тестирования; Установка протонного облучения (PIF) в Институте Пауля Шеррера (Швейцария) предлагает высокоэнергетические протонные пучки; Радиационные объекты (RADEF) в Университете Ювяскюля (Финляндия) специализируются на пучках тяжелых ионов с высокой проникающей способностью; лазерная испытательная установка SEREEL в MBDA Precision Solutions (Великобритания) использует лазерные импульсы для имитации радиационных эффектов; установка HEARTS@CERN в Швейцарии и Центр исследования тяжелых ионов GSI Helmholtz в Германии также являются частью проекта HEARTS для испытания космической электроники.
Центр протонной терапии в Тренто (Италия) разработал радиобиологическую облучательную установку, позволяющую использовать их клинические протонные пучки с энергией до 230 МэВ для исследовательских целей. Центр провел характеризацию свойств пучка в воздухе и создал базовую установку для облучения больших полей, необходимую для радиобиологических экспериментов in vitro и in vivo, что способствует расширению возможностей фундаментальных и прикладных исследований в области применения протонных пучков благодаря растущей доступности центров протонной терапии по всему миру.
Исследовательская группа Alpha Magnetic Spectrometer (AMS) из Итальянского института ядерной физики (INFN) Римского университета Сапиенца реализует специализированную программу космической радиобиологии при поддержке сотрудничества AMS и Итальянского космического агентства (ASI). Коллектив сосредоточился на нескольких ключевых направлениях: оценке рисков, связанных с галактическими космическими лучами (GCRs), разработке теоретических моделей распространенности опухолей (TP), изучении мишенных (TE) и немишенных (NTE) эффектов радиационного облучения, а также использовании данных детектора AMS02 для точной оценки распространенности опухолей в зависимости от периода воздействия. Особое внимание уделяется эффекту свидетеля (bystander effect) при оценке канцерогенного риска от галактических космических лучей, описывающему воздействие радиации на клетки, не подвергшиеся прямому облучению.
Центр IRCCS Университетской больницы Болоньи (Италия) располагает комплексной базой для исследований радиационного воздействия, включая изучение космической радиобиологии. Под руководством Лидии Стригари медицинский физический отдел сотрудничает с группой INFN Roma Sapienza в области исследований космической радиации. Исследовательская инфраструктура центра включает четыре линейных ускорителя для изучения электронов и гамма-лучей, систему брахитерапии высокой мощности дозы с использованием Иридия-192, облучатель на основе Цезия-137 с активностью 36,67 ТБк, рентгенотерапевтическое оборудование (300 кВ), а также современные системы визуализации ПЭТ/КТ и ОФЭКТ/КТ, что позволяет моделировать различные аспекты воздействия космической радиации в контролируемых лабораторных условиях.